# Good Girl Gone Bad Live
Good Girl Gone Bad Live – zapis koncertu Rihanny z trasy Good Girl Gone Bad Tour, który miał miejsce 6.12.2007 roku w Manchester Evening News Arena w Manchesterze. DVD zawiera także materiał "Documentary" z dokumentacją całego tourneè. DVD zostało wydane 13 czerwca 2008 roku w Europie. Było także nominowane w 51 rozdaniu nagród Grammy w kategorii Best Long Form Music Video.

## Lista utworów
1. Intro
2. "Pon De Replay"
3. "Break It Off"
4. "Let Me"
5. "Rehab"
6. "Breakin' Dishes"
7. "Is This Love" (Bob Marley Cover)
8. "Kisses Don't Lie"
9. "Scratch"
10. "SOS"
11. "Good Girl Gone Bad"
12. "Hate That I Love You"
13. "Unfaithful"
14. "Sell Me Candy"
15. DJ Kevmo/"Don't Stop the Music"
16. "Push Up On Me"
17. "Shut Up and Drive"
18. "Question Existing"
19. "Umbrella"

Bonus
1. "Documentary Feature"- wideo z trasy Good Girl Gone Bad Tour od listopada do grudnia 07. W filmie Rihanna opowiada o strojach, set liście, zespole i choreogafii.
2. "Hidden Video"- "Umbrella" domowa wersja wideo.

## Historia wydania
- Europa & UK: 13 czerwca 2008
- Australia, Japonia i Azja: 17 czerwca 2008
- Brazylia: 24 czerwca 2008
- Stany Zjednoczone i Kanada: 4 listopada 2008

## Notowania i certyfikacje
| Notowania                                  | Najwyższa pozycja | Status  |
| ------------------------------------------ | ----------------- | ------- |
| Billboard Chart Billboard Top Music Videos | 6                 | Złoto   |
| ARIA Australian Top 50 Music DVDs          | 6                 |         |
| Belgium Music-DVD chart                    | 2                 |         |
| FIMI Italian DVD chart                     | 9                 | Platyna |

## Twórcy
| Producenci - Anthony Randall (kierownik produkcji) - JP Firmin (menedżer trasy) - Mark Dawson (ochrona) - Fankie Fuccile (menedżer sceny) - Alex MacLeod (inżynier trasy) - Dave Berrera (obsługa sceny) - Alex Skowron (główny oświetleniowiec) - TJ Thompson (montażysta) - Simon James (asysta) - David Kirkwood (inżynier wnętrza) - Richard Galercki (inżynier monitoringu) - Elizabeth Springer (garderoba) Zespół - Rihanna (wokal prowadzący) - Kevin Hastings (instrumenty klawiszowe) - Eric Smith (gitara basowa) - David Haddon (perkusja) - Adam Ross (gitara prowadząca) - Richard Fortus (gitara od września 2008-lutego 2009) - Ashleigh Haney (wokal wspierający) - Erica King (wokal wspierający) | Tancerze - Victoria Parsons (kapitan) - Rachel Markarian - Bryan Tanaka - Julius Law Styliści - Ursula Stephen (włosy) - Mylah Morales (makijaż) - Lysa Cooper (stylista) - Mariel Haenn (stylista) - Hollywood (stylista) |